# Ashtaangam sundaram
Ashtaangam sundaram är en svampart som beskrevs av Subram. 1995. Ashtaangam sundaram ingår i släktet Ashtaangam, divisionen sporsäcksvampar och riket svampar.   Inga underarter finns listade i Catalogue of Life.